# Sony CLIÉ PEG-SL10
Sony CLIÉ PEG-SL10 是一台由索尼公司制造的个人数码助理设备。索尼于2002年发布的三款低端新产品包括了 PEG-SL10，PEG-SJ20和PEG-SJ30。后两款均为稍高端的型号，搭载了效果更好的屏幕，并内建了锂电池。这三款产品均采用了Motorola Dragonball VZ 33Mhz处理器和Palm OS 4.1S操作系统。 

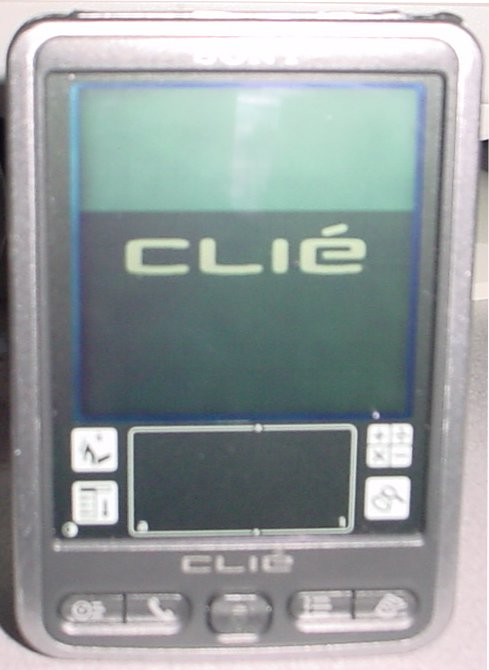
A Clie PEG-SL10

SL-10 是SL系列中唯一一款产品，也是CLIÉ产品线最后一款采用AAA电池的产品。和大多数的CLIÉ设备一样，根据销售地区的不同，会有不同的型号：PEG-SL10/U（美国）， PEG-SL10/E（欧洲） 和PEG-SL/J（日本）。

## 规格
- Palm OS 4.1S
- 处理器： Motorola DragonBall VZ 33MHz
- 输入设备：电阻式触摸屏幕，Graffiti，带返回按键的单键飞梭
- RAM：8MB
- ROM：4MB
- 屏幕：320 x 320，4级灰度
- 背光：绿色背光
- 接口：CLIÉ专用接口，Mini USB
- 扩展卡槽：Memory Stick，支持到256MB
- 无线连接方式：红外线
- 电池：2节AAA电池
- 重量：3.6盎司
- 三维：4.1 x 2.9 x 0.7英寸

## 内置软件
- CLIE Paint
- gMovie
- PhotoStand
- PG Pocket